# Skalistý potok (jaskinia)
Skalistý potok – jaskinia krasowa w Krasie Słowacko-Węgierskim na Słowacji. System jej podziemnych korytarzy, komór i studni jest najdłuższym (8215 m) wśród jaskiń Krasu Słowacko-Węgierskiego w całości leżących na terenie Słowacji (znacznie dłuższy jest system jaskiniowy Domica-Baradla na pograniczu słowacko-węgierskim) i ósmym co do długości w całej Słowacji. Jest także systemem osiągającym największe przewyższenie (376 m) w całym Krasie i czwartym w tej kategorii w całej Słowacji.

## Położenie
Wylot jaskini, będący w rzeczywistości wywierzyskiem Skalistego Potoku (słow. Skalistý potok), leży u południowych podnóży Płaskowyżu Jasowskiego (słow. Jasovská planina), na wysokości ok. 200 m n.p.m., ok. 3 km na północ od wsi Turňa nad Bodvou, na terenie katastralnym wsi Háj. Jej korytarze ciągną się pod zboczami płaskowyżu w kierunku północnym oraz zachodnim.

## Geologia i morfologia
Jaskinia Skalistý potok jest jaskinią pochodzenia rzecznego. Powstała w jasnoszarych wapieniach pochodzących z górnego triasu (noryk i karnik), zaliczanych do płaszczowiny silickiej. Wytworzyły ją wody ściekające z południowo-zachodniej części płaskowyżu (Hačavská planina) i przesiąkające w głąb stoliwa całym systemem spękań i studni krasowych (w tym również z jaskini Kunia priepasť). Tworzy ją głównie rozwinięty horyzontalnie wzdłuż brzegu Płaskowyżu Jasowskiego, na długości ok. 2,5 km, tzw. dolny poziom z aktywnym ciekiem wodnym z licznymi syfonami i podziemnymi jeziorkami, ciągnący się ku zachodowi aż po skraj zabudowań wsi Háj. Wyraźną boczną odnogę jaskini tworzy ciąg korytarzy, również wymodelowanych kiedyś wodą, lecz od dawna suchych, który zaczyna się ok. 830 m od wyjścia (za 20. syfonem) i wznoszący się w kierunku północnym aż pod samą krawędź plateau płaskowyżu, pod koniec jedynie 70–80 m poniżej jego powierzchni. Do tej części wiedzie drugie, sztucznie przekopane wejście do jaskini.

## Historia eksploracji
Wywierzysko Skalistego Potoku (maksymalna zanotowana wydajność 567 l/s) znane było miejscowej ludności od dawna. W 1968 r. równolegle do osi wypływu przebita została sztolnia, która udostępniła pierwsze podziemne korytarze jaskini, kończące się syfonem wodnym. Syfon ten, a za nim kilka następnych, pokonał w 1982 r. metodą nurkowania speleolog J. Kucharovič. Następne komory i korytarze wzdłuż podziemnego toku wodnego, z kolejnymi syfonami i licznymi jeziorkami, jak również boczny, wznoszący się ciąg z progami skalnymi i wodospadami, odkryli i skartowali w latach 1986-2000 speleolodzy pod kierownictwem Z. Hochmutha i D. Hutňana. Pomimo stwierdzenia łączności z jaskinią Kunia priepasť nie udało się dotychczas znaleźć żadnych korytarzy wzdłuż łączącego obie jaskinie cieku wodnego.
Eksploracja jaskini Skalistý potok jest dotychczas największym sukcesem słowackich płetwonurków jaskiniowych, którzy pokonali w niej 37 syfonów wodnych. W dalszym ciągu możliwe są w niej kolejne odkrycia: 31.03.2004 długość korytarzy jaskini wynosiła 5885 m natomiast w 2006 r. – 6032 m. Przewyższenie osiągnięte w jaskini wynosiło 317 m. W 2007 r. speleolodzy przebili sztuczne górne wejście do jaskini i podjęli systematyczną penetrację systemu korytarzy i szczelin wznoszących się za 17. syfonem. Dzięki pracom z lat 2008-2011 długość korytarzy jaskini wzrosła o blisko 2 km, osiągając 7936 m.

## Ochrona jaskini
Jaskinia znajduje się na terenie Parku Narodowego Kras Słowacki. Od 1996 r. jest chroniona jako narodowy pomnik przyrody (słow. Národná prírodná pamiatka). System jaskiniowy Skalistý potok – Kunia priepasť wraz z 11 innymi jaskiniami Krasu Słowacko-Węgierskiego na terenie Słowacji i 10 na terenie Węgier w 1995 r. został wpisany do rejestru Listę Światowego Dziedzictwa Kulturowego i Przyrodniczego Ludzkości UNESCO.

## Znaczenie turystyczne
Jaskinia nie jest udostępniona do zwiedzania turystycznego.